# Angelika Sedlmeier
Angelika Sedlmeier (* 16. November 1964 in München) ist eine deutsche Schauspielerin und Musicaldarstellerin.

## Leben und Wirken

### Ausbildung und Theater
Angelika Sedlmeier absolvierte ihre Schauspielausbildung von 1983 bis 1985 an der Universität für Musik und darstellende Kunst Graz, die sie mit Diplom und dem akademischen Grad Magister artium abschloss. Seit 1994 arbeitet Sedlmeier als freiberufliche Schauspielerin und Musicaldarstellerin.
Sedlmeier hatte als Theaterschauspielerin verschiedene Fest- und Gastengagements, unter anderem an den Städtischen Bühnen Regensburg, an den Städtischen Bühnen Augsburg, am Theater an der Rott (1999) sowie am Staatstheater Schwerin (Spielzeit 1998/99). An den Städtischen Bühnen Regensburg, wo sie von 1985 bis 1994 festes Ensemblemitglied war, trat sie als Charakterschauspielerin und als Musicaldarstellerin auf. In der Spielzeit 1987/88 übernahm sie dort, mit „prallem Sexappeal“, die Rolle der Columbia in dem Musical The Rocky Horror Show. Zu ihren weiteren Bühnenrollen in Regensburg gehörten unter anderem der Puck in Ein Sommernachtstraum, die Zofe Maria in Was ihr wollt, Kristin in Fräulein Julie, Olga in Drei Schwestern und Valerie in Geschichten aus dem Wiener Wald.
Von 2004 bis 2007 war sie in München als Schauspielerin am Staatstheater am Gärtnerplatz engagiert. Dort spielte sie die Yvette in der Operette: Der Opernball. 2005 gastierte sie am Stadttheater St. Gallen als Bäuerin Armgard in Wilhelm Tell.
Mit einem festen Gastvertrag war Angelika Sedlmeier ab der Spielzeit 2007/08 bis zum Ende der Spielzeit 2012/13 am Stadttheater Klagenfurt engagiert. Sie trat dort in der Spielzeit 2007 als Umah in Ghetto von Joshua Sobol auf. In der Spielzeit 2010/11 übernahm sie dort die Rolle der Edith in dem Lustspiel Geistreiche Komödie von Noël Coward. In der Spielzeit 2011/12 war sie unter anderem als Mrs. Riolleau an der Seite von Cornelia Köndgen in Julien Greens Schauspiel Süden und als Frau Brigitte in Kleists Der zerbrochne Krug zu sehen. In der Spielzeit 2012/13 übernahm sie am Staatstheater am Gärtnerplatz die Rolle der Präsidentin des Jungfrauenvereins, Frl. Weghalter, in der Operette Im weißen Rößl. Seit der Spielzeit 2017/18 gastiert sie dort als „burschikose“ Barbesitzerin Shirley in der deutschsprachigen Erstaufführung des Musicals Priscilla – Königin der Wüste (Premiere Dezember 2017), als Schwiegertochter Monika Steinhauser in der Uraufführung des Musicals Pumuckl (Premiere April 2018), einem Auftragswerk von Franz Wittenbrink, und erneut als Frl. Weghalter im Weissen Rössl. Seit der Spielzeit 2023/24 ist sie überdies als Muhme Tante Fluth in Die lustigen Weibern von Windsor und als Wirtin Frau Nebel in Der Vogelhändler zu sehen. 

### Kabarett
Neben ihren Schauspielrollen tritt sie mit diversen Soloprogrammen und Lesungen auf, in denen sie Wirtshauslieder, bayerische Couplets, Gstanzln und Chansons interpretiert, wie in ihren Solo-Programmen Die Wirtsdirn von Haslbach, Der Hirnpecker und mit der Krimilesung mit Chansons Das Mordsmenue. Sie gastierte an zahlreichen Kleinkunstbühnen, unter anderem im Schlachthof München, im Dehnberger Hoftheater, im Gostner Hoftheater, dem Theater im Fraunhofer und im Fernsehen auch bei Ottis Schlachthof. Außerdem spielte sie mit großem Erfolg in dem Dramolett Die Kellnerin Anni von Herbert Rosendorfer.

### Film und Fernsehen
Seit den 1990er Jahren übernahm sie Charakterrollen in Kinofilmen, Fernsehfilmen und Fernsehserien. So spielte sie neben Franka Potente die Rolle der Frau Freisinger in dem Medizin-Thriller Anatomie (2000) von Stefan Ruzowitzky. In der Fernsehserie Zwei am großen See hatte sie von 2004 bis 2006 eine durchgehende Nebenrolle als „tüchtige“ Kellnerin Fanny. Weitere Fernsehrollen hatte sie in den Fernsehserien Derrick, Frauenarzt Dr. Markus Merthin, Löwengrube und Vater wider Willen (an der Seite von Christian Quadflieg).
In der ARD-Serie München 7 war sie 2012–2013 unter der Regie von Franz Xaver Bogner als Frau Strassgüttl, die Sekretärin des Polizeipräsidenten, zu sehen. In dem Fernsehfilm Eine Sommerliebe zu dritt (2016) war sie, neben Paula Kalenberg und Irm Hermann, in der Rolle der Dirndl-Kundin Frau Brechtschneider zu sehen. In der ZDF-Fernsehreihe Unter Verdacht (2016, Folge: Betongold) war sie die Pensionswirtin, in dem Kinofilm Männertag (2016) mit Milan Peschel und Tom Beck die Wirtin. In dem Kinofilm Willkommen bei den Hartmanns (2017) spielte sie die Security-Beamtin Petra. Von 2017 bis 2018 war sie in einer Gastrolle als Köchin Hanni in der BR-Serie Dahoam is Dahoam zu sehen. Eine Gastrolle hatte sie 2019 auch als Frau Mosbach in der TV-Serie Lindenstraße. Von 2019 bis 2021 spielte sie die Metzgerei- und Gasthofbesitzerin Martha Höflinger in der ARD-Fernsehserie Racko – Ein Hund für alle Fälle. In dem Kinofilm Ausgrissn! In der Lederhosn nach Las Vegas (2020) war sie als Wirtin Hannelore zu sehen. In dem Kinofilm Wer gräbt den Bestatter ein? (2022) spielte sie als Müllfahrerin Rudi Roller eine der Hauptrollen. Als Frau Kneissl wirkte sie in der TV-Serie Neue Geschichten vom Pumuckl (2023) mit. In der 4. Staffel der TV-Krimiserie Watzmann ermittelt (2024) übernahm sie eine Episodenrolle als tatverdächtige Kioskbesitzerin Rosi Heinzmann.

### Lehrtätigkeiten
Angelika Sedlmeier war 2008 bis 2014 Dozentin für Theaterpraxis und Bühnenrepertoire an der Akademie für Darstellende Kunst in Ulm. Von 2012 bis 2017 war sie Schauspieldozentin an der Neuen Münchner Schauspielschule in München, von 2014 bis Mai 2017 unter der Leitung von Vincent Kraupner auch stellvertretende Schulleiterin. Sie war von 2014 bis 2017 als Gastdozentin für Rollenstudium und Moderation an der „dma medienakademie münchen“ in Grünwald tätig. Seit 2018 lehrt sie an verschiedenen Institutionen in München. Seit der Spielzeit 2023/24 ist sie Dozentin für Sprachtraining und Dialog am Opernstudio des Staatstheaters am Gärtnerplatz in München. 

## Filmografie (Auswahl)
- 1985: Derrick (Fernsehserie, Folge Der Mann aus Antibes)
- 1989: Löwengrube (Fernsehserie, Folge Charivari – Frühjahr 1897)
- 1992: Wir Enkelkinder
- 1994: Frauenarzt Dr. Markus Merthin (Fernsehserie, Folge Pläne)
- 1996: Mutproben
- 1998: Die Wache (Fernsehserie, Folge Nicht meine Mutter!)
- 2000: Anatomie
- 2000: Altweibersommer (Fernsehfilm)
- 2003: Just Get Married! (Kurzfilm)
- 2004: Tatort: Vorstadtballade (Fernsehreihe)
- 2004–2006: Zwei am großen See (Fernsehserie, 6 Folgen)
- 2012–2013: München 7 (Fernsehserie, 2 Folgen)
- 2015: Tatort: Die letzte Wiesn (Fernsehreihe)
- 2016: Unter Verdacht: Betongold (Fernsehreihe)
- 2016: Heiter bis tödlich: Hubert und Staller (Fernsehserie, Folge Tödliches Klassentreffen)
- 2016: Eine Sommerliebe zu dritt (Fernsehfilm)
- 2016: Willkommen bei den Hartmanns (Kinofilm)
- 2016: Männertag
- 2017–2018: Dahoam is Dahoam (Fernsehserie)
- 2019: Lindenstraße (Fernsehserie, Folge Heimatverbunden)
- 2019: Leberkäsjunkie (Kinofilm)
- 2019–2021: Racko – Ein Hund für alle Fälle (Fernsehserie)
- 2020: Annie – kopfüber ins Leben
- 2020: Ausgrissn! – In der Lederhosn nach Las Vegas (Kinofilm)
- 2022: Wer gräbt den Bestatter ein? (Kinofilm)
- 2022: Watzmann ermittelt (Fernsehserie, Folge Fremde Heimat)
- 2022: Frühling – Auf den Hund gekommen (Fernsehreihe)
- 2023: Zimmer mit Stall – Das Blaue vom Himmel (Fernsehreihe)
- 2023: Hubert ohne Staller (Fernsehserie, Folge Lehrer sind auch nur Menschen)
- 2024: Der Alte (Fernsehserie, Folge Gestorben wird immer)
- 2024: Watzmann ermittelt (Fernsehserie, Folge Die Todesanzeige)
- 2025: Frühling: Ich such dich! (Fernsehreihe)
- 2025: Frühling: Mein Geheimnis, dein Geheimnis (Fernsehreihe)

## Hörspiele
- 1989: Cranger Kirmes – Regie: Friedhelm Ortmann